# کشیشتف یاسینسکی
کشیشتف یاسینسکی (لهستانی: Krzysztof Jasiński؛ ‏ تلفظ لهستانی: [ˈkʂɨʂtɔf]؛ زادهٔ ۲۱ ژوئیهٔ ۱۹۴۳) بازیگر و کارگردان فیلم اهل لهستان است.
از فیلم‌ها یا مجموعه‌های تلویزیونی که وی در آن‌ها نقش داشته‌است، می‌توان به اولا بی‌ریخته و کارگزار من اشاره نمود.